# Locos de amor
Locos de amor es una película cómica y musical peruana dirigida por Frank Pérez-Garland, escrita por Bruno Ascenzo y Mariana Silva, y protagonizada por Lorena Caravedo, Giovanni Ciccia, Carlos Carlín, Jimena Lindo, Gonzalo Torres, Rossana Fernández Maldonado, Nicolás Galindo y Gianella Neyra. Fue estrenada el 5 de mayo de 2016 en los cines peruanos.

Es la primera producción de género musical de Tondero Films y la primera comedia sin el actor Carlos Alcántara.

## Sinopsis
Comedia musical que cuenta la historia de cuatro primas que viven en la misma residencia y afrontan el amor, el desamor y un sinfín de aventuras.

## Argumento
La película cuenta las historias en paralelo de Lucía, Viviana, Gloria y Fernanda Zavala, cuatro primas que viven en la misma residencial y afrontan las diversas situaciones que les pone la vida: amores, desamores y un sinfín de aventuras tragicómicas, todas en el marco de canciones divertidas interpretadas por los mismos actores.
Gloria está casada con Martín y ambos tienen un hijo mayor, a ella no le viene la menstruación y piensa que está embarazada. Cuando va al médico, la doctora le dice que ha entrado a la menopausia. Martín ignora los cambios de humor que Gloria vive en esta nueva etapa de su vida por lo que ella decide terminar con su relación. Al irse de fiesta con Lucía, Viviana y Fernanda se reencuentra con un amigo del colegio, Santi Santibáñez, con quien vive más de una experiencia de adrenalina como tirarse de parapente, comprarse una moto y asistir a una discoteca de jóvenes. Al notar la inmadurez de Santi, Gloria se va a vivir con su hermana Fernanda. Martín reconoce que no hacía nada por Gloria y decide ir a reconquistarla hasta que finalmente lo consigue.
Fernanda es la hermana menor de Gloria quien piensa que la ascenderán en su trabajo, pero termina siendo despedida. Ello la estresa y le trae problemas físicos por lo que su prima Viviana le recomienda ir a hacer yoga. Allí conoce a Juan Carlos quien es el instructor de la residencial, de quien se enamora y con quien vive un tórrido romance. Fernanda queda intempestivamente embarazada, pero ella no quiere una relación seria pues él es mucho menor para su edad. Juan Carlos decide asumir su responsabilidad demostrando que a pesar de ser joven es muy maduro. Al saberlo, Fernanda acepta comenzar una relación estable con él.
Viviana, prima de Gloria y Fernanda, está casada con Ignacio y tiene 2 hijos, pero su relación amorosa va pésimo y para mejorar la situación, ella planea una velada romántica en un hotel. Sin embargo, Ignacio le confiesa que le está siendo infiel con Dalia, una trabajadora de su empresa. Viviana termina la relación y se vuelve más independiente consiguiendo un trabajo como peluquera de la residencial. Ignacio reconoce su error y busca el perdón de Viviana, pero descubre que ya es demasiado tarde para él.
Por otro lado, la historia central de las 4 es la de Lucía, prima de las tres, una periodista que comparte cuarto y trabajo con Rodrigo, su camarógrafo. Lucía tiene por novio a Gabriel, un abogado de una congresista, quien se compra un departamento de soltero y le da la sorpresa a Lucía. Ella esperaba una petición de matrimonio y se decepciona de él pues se da cuenta de que este es un egoísta por gastar en la compra de un departamento de soltero y no pensar en el futuro de su relación. Lucía finalmente acepta la compra, pero en una de las visitas que le hace en el departamento encuentra una prenda de otra mujer por lo que termina la relación con Gabriel. Rodrigo, su compañero de cuarto, quien vive enamorado de ella, la consuela y al poco tiempo ambos se enamoran. En el noticiero donde trabaja Lucía, Rodrigo le omite una información por lo que ella también termina con este, pero al día siguiente Rodrigo regresa a pedirle perdón y ambos se reconcilian.
Finalmente se casan al final de la película con la presencia de todos los personajes.
En medio del desarrollo de la historia, el público puede escuchar fragmentos de canciones románticas en español del siglo XX como «Cosas del amor» de Ana Gabriel, «Dueño de nada» de José Luis Rodríguez y la misma «Locos de Amor» de Yordano, cantadas en tono de comedia por el divertido elenco de la película.

## Reparto
- Gianella Neyra como Lucía Zavala
- Jimena Lindo como Fernanda Zavala
- Lorena Caravedo como Gloria Zavala
- Rossana Fernández Maldonado como Viviana Zavala
- Giovanni Ciccia como Rodrigo
- Gonzalo Revoredo como Gabriel
- Carlos Carlín como Martín
- Gonzalo Torres como Ignacio
- Nicolás Galindo como Juan Carlos
- Claudia Berninzon como Dalia
- Stefano Salvini como Lucas
- Ana Cecilia Natteri como Doña Carmela
- Bernie Paz como Santiago «Santi» Santibáñez
- Mayra Goñi como Josefa
- Ebelin Ortiz como congresista
- Raúl Zuazo
- Diana Quijano
- Vanessa Saba
- Sofía Rocha

## Banda sonora
Durante la película se pueden escuchar fragmentos de canciones de Mocedades, Pimpinela, Camilo Sesto, entre otros. En total se cantan 18 canciones interpretadas por el elenco de la película:
- «Vivir así es morir de amor» de Camilo Sesto
- «Bazar» de Flans
- «Pobre diablo» de Emmanuel
- «Que sabe nadie» de Raphael
- «Piel de Ángel» (A escondidas) de Camilo Sesto
- «Quererte a ti» de Ángela Carrasco
- «A esa» de Pimpinela
- «Brindaremos por él» de Massiel
- «Dueño de nada» de José Luis Rodríguez "El Puma"
- «Si no te hubieras ido» de Marco Antonio Solís
- «Carmín» de Roxana Valdivieso
- «Ya te olvidé» de Yuridia
- «Cosas del amor» de Ana Gabriel y Vicky Carr
- «Eres tú» de Mocedades
- «Teorema» de Miguel Bosé
- «Gloria» de Umberto Tozzi
- «Sólo con un beso» de Ricardo Montaner
- «Locos de Amor» de Yordano
- «Quiero ser» de Menudo (en los créditos)

## Recepción
La película alcanzó el millón de espectadores a dos meses de su estreno.

### Críticas
La película recibió críticas mixtas: 
- El diario El Comercio la calificó de «buena película musical pero mala en guión».[4]
- Otro crítico manifestó «Locos de amor es una oportunidad perdida de hacer una gran película musical en Perú».[5]

## Secuela
En 2017, se anunció una secuela para el 2018, Locos de amor 2, esta vez protagonizada por Carlos Alcántara, Johanna San Miguel, Wendy Ramos, Vanessa Saba, Marco Zunino, Érika Villalobos, Paul Vega y Bruno Ascenzo. Fue estrenada el 14 de febrero de 2018.